# Andrew Pagett
Andrew Pagett (Newport, 25 de abril de 1982) es un jugador de snooker galés.

## Biografía
Nació en la ciudad galesa de Newport en 1982. Es jugador profesional de snooker desde 2003, aunque se ha caído del circuito profesional en varias ocasiones. No se ha proclamado campeón de ningún torneo de ranking, y su mayor logro hasta la fecha fue alcanzar los dieciseisavos de final en dos ocasiones, a saber: los del Abierto de Gales de 2014, en los que cayó (0-4) ante Stephen Maguire, y los del Abierto Británico de 2021, en los que vio cómo David Gilbert lo superaba 0-3. Tampoco ha logrado hilar ninguna tacada máxima, y la más alta de su carrera está en 122.